# Els Gascons
Els Gascons, a Cretes (Matarranya), és un jaciment de l'art rupestre de l'arc mediterrani de la península Ibèrica. És a la vora del barranc del Calapatà i a uns 200 metres del jaciment de la Roca dels Moros. Va ser descobert a principi del segle XX per Henri Breuil, que havia vingut a estudiar la Roca dels Moros descoberta poc abans per Joan Cabré. Poc després part de les pintures van ser arrencades per conservar-les, però van acabar destruïdes.
Entre les figures del jaciment hi havia dos cérvols mascles grans tacats de vermell i negre que corrien cap a l'esquerra, i que tenien trets en comú amb els de la Roca dels Moros. Hi ha també altres animals (cabres, bòvids i un cavall) i quatre figures humanes, tres de les quals són arquers.